# 嘉泰 (宋)
嘉泰（かたい）は、中国・南宋の寧宗の治世に使用された元号。1201年 - 1204年。

## 西暦等との対照表
| 嘉泰 | 元年   | 2年    | 3年    | 4年    |
| 西暦 | 1201年 | 1202年 | 1203年 | 1204年 |
| 干支 | 辛酉   | 壬戌   | 癸亥   | 甲子   |
| 金   | 泰和元 | 泰和2  | 泰和3  | 泰和4  |
| 西夏 | 天慶8  | 天慶9  | 天慶10 | 天慶11 |

## 出来事
- 慶元6年
  - 12月21日：翌年より踰年改元の詔が下る。
- 嘉泰元年
  - 3月18日：『慶元寛恤詔令・役法撮要』が公布される。
  - 3月23日：臨安にて大火が発生。
  - 4月12日：民間での銷金・翡翠の着用を禁じ、風俗を取締する詔勅が出る。
- 嘉泰2年
  - 2月9日：趙汝愚が復権して「偽学の禁」が緩和される。
  - 2月18日：民間での史書の扱いを禁ずる。
  - 6月9日：浙西の運河が浚渫される。
  - 10月24日：朱熹の元官が追復される。
- 嘉泰3年
  - 正月12日：湖南の渓峒蛮に総首を置い、諸蛮を管掌させる。
  - 4月23日：宰執・台諫の子孫は科試に応じるなという詔勅が出る。
  - 7月5日：『慶元条法事類』が公布される。
  - 10月13日：竜州の蕃部が帰順する。
- 嘉泰4年
  - 正月28日：瓊州の蛮寇が反乱したが、平定される。
  - 3月4日：臨安の太廟が火災により焼失される。
  - 3月11日：太廟の焼失を自責する寧宗の「罪己詔」が下る。
  - 5月21日：岳飛を鄂王に追封ずる。
  - 6月5日：諸軍に動員令を下し、北伐に備える。
  - 12月11日：翌年より「開禧」へ踰年改元の詔が下る。